# مچر (مجارستان)
مِچِر (به مجاری:  Mecsér) یک شهرداری در مجارستان است که در ناحیه موشون‌مادیارووار واقع شده‌است. مچر ۲۱٫۱۱ کیلومتر مربع مساحت و ۶۲۱ نفر جمعیت دارد.